# Carl Epting Mundy, Jr.

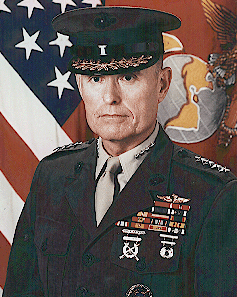
Carl Epting Mundy, Jr.

Carl Epting Mundy, Jr. (* 16. Juli 1935 in Atlanta, Georgia; † 2. April 2014 in Alexandria, Virginia) war ein US-amerikanischer General des US-Marine Corps (USMC), der zuletzt zwischen 1991 und 1995 Commandant of the Marine Corps war und während dieser Zeit für seine konservative Haltung gegenüber Homosexuellen, Frauen und Minderheiten bekannt wurde. Für seine Tapferkeit während des Vietnamkrieges in den Jahren 1966 und 1967 wurde ihm der Bronze Star und das Purple Heart verliehen.

## Leben

### Ausbildung zum Offizier und Teilnahme am Vietnamkrieg
Mundy trat nach dem Schulbesuch 1953 in die US Marine Corps Reserve ein und wurde nach dem Besuch eines Offiziersausbildungsprogramms sowie eines Studiums an der Auburn University 1957 Offizier im USMC.
Im Anschluss diente er im 2. Marine-Regiment sowie an Bord des Flugzeugträgers Tarawa sowie des Leichten Kreuzers Little Rock. Nach einer Verwendung als Ausbildungsoffizier an The Basic School, der Grundausbildungseinrichtung für alle neuen Marine Corps-Offizier, war er Anwerbe- und Auswahloffizier für das USMC in Raleigh.
Während des Vietnamkrieges war Mundy zwischen 1966 und 1967 zunächst Operations- und Logistikoffizier im 3. Marine-Bataillon und danach Nachrichtendienstoffizier im Hauptquartier des III. Marine Expeditionary Force. Für seine Tapferkeit und Verdienste wurde er mit dem Bronze Star und dem Purple Heart ausgezeichnet.
Nach Ende des Vietnamkrieges war er Aide-de-camp des stellvertretenden Kommandeurs des USMC (Assistant Commandant of the Marine Corps), Instruktionsinspektor bei der 4. Luft-See-Geschützfeuerverbindungskompanie (4th Air-Naval Gunfire Liaison Company) in Miami sowie Commanding Officer des 2. Marine-Bataillon. Nach einer Ausbildung am Command and General Staff College in Fort Leavenworth war er Planungsoffizier im Hauptquartier des Marinecorps und daraufhin stellvertretender Chef des Stabes für das Nachrichtendienstwesen der im Marine Corps Base Camp Lejeune stationierten 2. Marine-Division.
Mundy, der auch Absolvent des Naval War College in Newport war, fungierte auch als Stabschef der 6. Amphibienbrigade des USMC sowie als Commanding Officer des 2. Marine-Regiment sowie der 36. und 38. Amphibischen Einheiten des USMC.

### Aufstieg zum General
Nach seiner Beförderung zum Brigadegeneral im April 1982 fungierte Mundy zunächst als Direktor für Personalbeschaffung im Hauptquartier des Marine Corps, ehe er Kommandierender General des Landungsausbildungskommandos der US Atlantic Fleet Forces Command (USFLTFORCOM) sowie zugleich Kommandierender General der 4. Amphibischen Brigade des Marine Corps war.
Im April 1986 wurde Mundy zum Generalmajor befördert und zum Direktor für Operationen im Hauptquartier des USMC ernannt.
Nachdem er im März 1988 zum Generalleutnant befördert worden war, wurde er Stellvertretender Chef für Planung, Politik und Operationen im Hauptquartier des Marine Corps und war als solcher zugleich Stellvertreter für Operationen im Vereinigten Generalstab (Joint Chiefs of Staff), dem Führungsgremium der Streitkräfte der Vereinigten Staaten. Im Anschluss fungierte er in Personalunion als Kommandierender General der Fleet Marine Force (FMF), der II. Marine Expeditionary Force sowie des Alliierten Marineinfanterieangriffskommandos für den Atlantik (Allied Command Atlantic Marine Striking Force) und war zugleich als Kommandeur der für Europa vorgesehenen Flotten-Marineinfanterie-Verbände (Fleet Marine Forces) designiert.

### Commandant des USMC

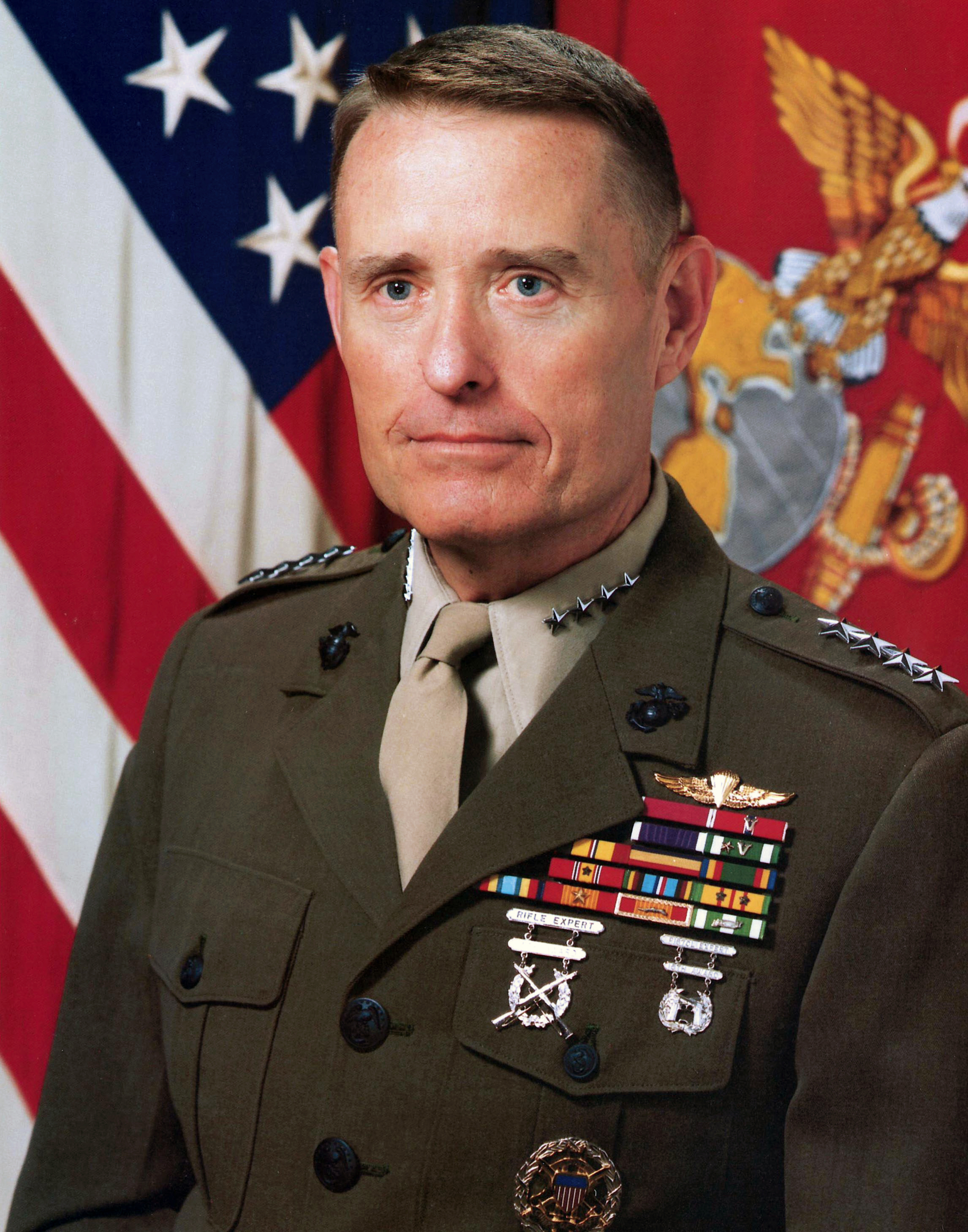
General Carl E. Mundy, Jr., als Commandant des USMC

Am 1. Juli 1991 wurde Mundy zum General befördert und als Nachfolger von General Alfred M. Gray junior Commandant of the Marine Corps. Er bekleidete diese Funktion als Oberbefehlshaber des USMC bis zum 30. Juni 1995 und seiner darauf folgenden Ablösung durch General Charles C. Krulak am 1. Juli 1995. Kraft Amtes war er in dieser Zeit auch Mitglied des Joint Chiefs of Staff.
Als Commandant des USMC trat er nach dem Ende des Kalten Kriegs dafür ein, grundlegende Einschnitte in den Haushalt des Marine Corps abzuwenden. Andererseits wurde er durch seine konservative Haltung gegenüber Homosexuellen, Frauen und Minderheiten in den US-Streitkräften bekannt.

#### Haltung zu Frauen in den Streitkräften
Kurz nach seiner Ernennung zum Commandant des USMC wurden ihm Fragen gestellt, bis zu welchem Grad Frauen in Kampfeinsätzen verwendet werden könnten. In einer Verwendung Rede vor einer Versammlung weiblicher Offizier erklärte er, dass das Töten des Feindes „ein sehr schmutziges, widerwärtiges und körperliches Geschäft“ (‚a very dirty, distasteful and physical business‘) ist. Weiterhin führte er folgendes aus:
„Ich bin nicht darauf vorbereitet, Ihnen zu erzählen, dass dies etwas ist, in dem ich amerikanische Frauen beteiligt sehen möchte.“
‚I am not prepared to tell you that that is something I would want to see American women involved in.‘
In der gleichen Rede erklärte er, dass Frauen sich auf Landungsschiffen nicht wohl fühlen werden, da die Männer in ihren Shorts und T-Shirts herumlaufen und schlecht riechen würden.

#### Haltung zu Homosexuellen im USMC und zur ‚don’t ask, don’t tell‘-Policy
Mundy gehörte 1992 innerhalb der Vereinigten Stabschefs zu den eifrigsten Gegner gegen das Vorhaben von US-Präsident Bill Clinton, Homosexuellen den Eintritt in den Militärdienst zu ermöglichen. Nach einer anfänglich vollständigen Ablehnung stimmte er letztlich Kompromissen zu. An einer Stelle überlegten er und andere Militärführer die Trennung von Homosexuellen oder dienstleistenden heterosexuellen Mitgliedern separate Unterbringungen zu ermöglichen.
Als es 1993 wahrscheinlich erschien, dass der Präsident und die Vereinigten Stabschefs die Don’t ask, don’t tell-Policy (‚Frage nicht, erzähle nicht‘-Politik) einführen – eine bewusst zweideutige Politik, nach der Homosexuelle nicht entlassen würden, wenn sie ihre sexuelle Orientierung geheim hielten – erzählte Mundy Journalisten, dass es extrem schwierig sein würde, eine offene Homosexualität im Marine Corps oder einer anderen Streitkraft einzubeziehen. Als es letztlich im Juli 1993 zur Einführung dieser Politik kam, sagte er, dass das Militär nicht aktiv versuchen werde, Homosexuelle aus dem Dienst zu entfernen. Dies begründete er wie folgt:
„Wir rekrutieren nicht Menschen, trainieren und führen sie mit der Hoffnung, dass wir sie eines Tages enttarnen und mit hohen Kosten entlassen. Wir versuchen Menschen zu führen und Menschen zu verstehen. Wir sprechen mit Menschen über deren Probleme.“
‚We don’t recruit people, train them and lead them with the hope one day we can ferret them out and discharge them at great cost. We attempt to lead people and understand people. We talk to people about their problems.‘
Entgegen dieser Darstellung verfügte Mundy wenige Wochen später eine Anweisung, die den Eintritt von verheirateten Menschen darstellen sollten und führte dazu aus:
„Das Gewicht von familienbezogenen Problemen kann schließlich das Konzentrationsniveau des Einzelnen stören und im Ergebnis die Leistung verringern und befehlshaberische Aufmerksamkeit erfordern. Unglücklicherweise wurde dies zu einem allzu vertrauten Muster.“
‚Eventually, the weight of family-related problems can disrupt the individual’s concentration level, result in decreased performance and require command attention. Unfortunately, this has become an all too familiar pattern.‘
Die Anweisung führte zu weiter Kritik und wurde schließlich nach der Intervention von Präsident Clinton und Verteidigungsminister Les Aspin aufgehoben.

#### Kontroverse wegen der Haltung gegenüber Minderheiten
Im Herbst 1993 kam es zu einer weiteren Kontroverse um Mundy, und zwar wegen der Sendung 60 Minutes in CBS News. Während eines Abschnitt über Vorwürfe des Rassismus im Marine Corps, wurde er gebeten, Daten zu kommentieren, wonach Angehörige von Minderheiten in größerem Maß durch Offiziersausbildungsprogramme der Marines fallen als andere Offiziersanwärter. In der im Oktober 1993 ausgestrahlten Sendung führte Mundy aus.
„Bei den militärischen Fähigkeiten stellen wir fest, dass aus den Minderheiten stammende Offiziere schlechter schießen als die jene, die nicht von Minderheiten abstammen. Sie schwimmen auch nicht so gut. Und wenn man ihnen einen Kompass gibt und in eine nächtliche Geländeerkundungsübung schickt, lösen sie auch diese Aufgabe nicht so gut.“
‚In the military skills, we find that the minority officers do not shoot as well as the non-minorities. They don’t swim as well. And when you give them a compass and send them across the terrain at night in a land navigation exercise, they don’t do as well at that sort of thing.‘
Die Kommentierung wurde durch das Verteidigungsministerium der Vereinigten Staaten kritisiert, woraufhin sich Mundy entschuldigte. Während einer Parade der Marines im November 1993 erklärte Mundy:
„Meine Worte bei anderer Gelegenheiten haben den Eindruck geweckt, dass ich der Meinung bin, dass einige Marines aufgrund ihrer Hautfarbe nicht so geeignet sind wie andere. Dies waren jedoch nicht meine Gedanken meines Kopfes, ebenso wie sie nicht die Gedanken meines Herzens sind oder jemals waren.“
‚My words on another occasion have given the impression that I believe that some Marines, because of their color, are not as capable as others. Those were not the thoughts in my mind, nor are they or have they ever been the thoughts of my heart.‘
Daraufhin beauftragte er Oberstleutnant Alfonse G. Davis, einen farbigen USMC-Offizier, ihn zu beraten, wie die Rekrutierung und Förderung von Offizieren aus der Gruppe der Minderheiten verbessert werden könnte. Vier Jahre nach seinem Rücktritt berichtete 60 Minutes 1999 erneut über das Thema und stellte einen Anstieg von Angehörigen der Minderheiten in den höheren Offiziersrängen fest.

### Letzte Lebensjahre und Familie

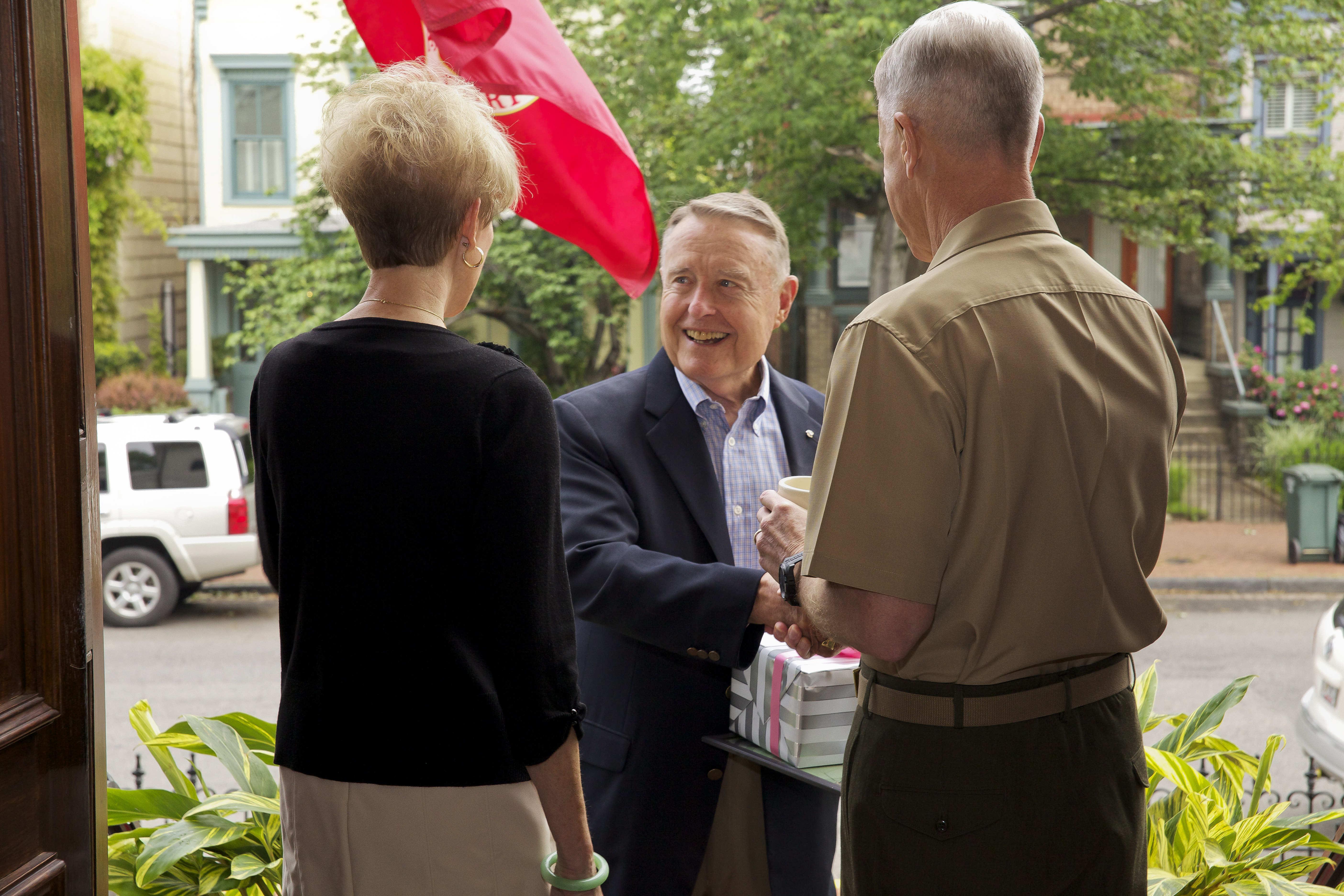
Mundy (Mitte) mit dem damaligen Commandant des USMC, General James F. Amos (rechts) und dessen Frau Bonnie Amos, anlässlich eines Frühstücks zu Ehren Mundys (Mai 2013)

Nach seiner Verabschiedung in den Ruhestand engagierte sich Mundy zwischen 1995 und 2001 als Präsident und Geschäftsführer der United Service Organizations (USO), einer gemeinnützigen Organisation, deren Ziel die Unterstützung und das Wohlergehen der US-amerikanischen Streitkräfteangehörigen und ihrer Angehörigen ist. Zugleich war er auch Vorsitzender der Stiftung der Marine Corps University.
Auch nach seinem Ausscheiden aus dem aktiven Dienst war er ein Gegner der Verwendung von Homosexuellen und schrieb zuletzt 2010 einen offenen Brief an Präsident Barack Obama gegen die für 2011 vorgesehene offene Zulassung von Homosexuellen zum Militärdienst.
Mundy verstarb an den Folgen eines Merkelzellkarzinom, einem sehr seltenen bösartigen Hauttumor.
Aus der 1957 geschlossenen Ehe mit Linda Sloan Mundy, die 2013 verstarb, gingen neben einer Tochter auch zwei Söhne hervor, die ebenfalls Angehörige des USMC wurden: Brigadegeneral Carl E. Mundy III sowie Oberst Timothy Mundy.